# Sijedac (biljni rod)
Sijedac (lat. Fibigia), rod trajnica iz porodice kupusovki (Cruciferae). Šest priznatih vrsta raste po dijelovima južne i jugoistočne Europe, jugozapadne Azije, Kavkazu, Egiptu i Sinaju. U Hrvatskoj je prisutna samo jedna vrsta, štitasti sijedac (F. clypeata), dok je trobridi ili trokutasti sijedac (F. triquetra) uključena u poseban rod  Resetnikia.

## Vrste
- Fibigia clypeata (L.) Medik.
- Fibigia heterophylla Rech.f.
- Fibigia kermanshahensis Ranjbar & Karami
- Fibigia khoshyelaqensis Ranjbar & Rostami
- Fibigia macrocarpa (Boiss.) Boiss.
- Fibigia tabriziana Ranjbar & Karami